# Lolita 2000
Pour les articles homonymes, voir Lolita.
Pour plus de détails, voir Fiche technique et Distribution.
Lolita 2000 est un film américain réalisé par Cybil Richards, sorti en 1998.

## Fiche technique
- Titre : Lolita 2000 / Lolida 2000
- Réalisation : Cybil Richards
- Scénario : Cybil Richards, Lucas Riley
- Producteur : Pat Siciliano
- Producteur exécutif : David DeFalco, Michael Feichtner, Charles Band
- Production : Surrender Cinema
- Musique : Carl Dante
- Pays d'origine :  États-Unis
- Langue d'origine : Anglais américain
- Genre : Science-fiction, érotique
- Durée : 1 h 23
- Date de sortie : 
  - États-Unis : 3 février 1998

## Distribution
- Jacqueline Lovell : Lolita
- David Squires : Jake
- Chanda : Kealy (créditée comme Skylar Nicholas)
- Robert John : Derrick
- Heather James : Casey
- Eric Acsell : Tom
- Gabriella Hall : Sherri
- Taylor St. Clair : Jolene (créditée comme Taylore St. Clair)
- William Briganti : Billy Ray
- Everett Rodd : Shemp
- John C. Babcock : Lefty
- Rick : Hank
- Michael Feichtner : un combattant
- Bobby Young : un combattant
- Nikki Nova : Maya (créditée comme J.N. Italiano-Zaza)
- Lisa Comshaw : Juno (créditée comme Lisa Sutton)
- Trisha Berdot : Bren
- Ronnie Tarr : un garde
- Roxanne Miller : un garde
- Frederick Aronzon : un garde
- Kurt Sinclair : le docteur Conrad (crédité comme Kurt Schwoebel)
- Darko Malesh : Sasha
- Caroline Alexander : Madeline
- Lynne Barnes : la doctoresse
- Kelly Ashton : le modèle nu
- Steven De Falco : Orderly
- Isabella Dumaurier : Mina